# US Open 2019
Die 139. US Open waren das letzte von vier Grand-Slam-Turnieren der Saison, den am höchsten dotierten Tennisturnieren. Sie fanden vom 26. August bis 8. September 2019 im USTA Billie Jean King National Tennis Center im Flushing-Meadows-Park im Stadtteil Queens von New York City (USA) statt.
Titelverteidiger im Einzel waren Novak Đoković bei den Herren sowie Naomi Ōsaka bei den Damen. Im Herrendoppel waren Mike Bryan und Jack Sock und im Damendoppel Ashleigh Barty und Coco Vandeweghe die Vorjahressieger. Titelverteidiger im Mixed waren Bethanie Mattek-Sands und Jamie Murray.

## Preisgeld
Das Preisgeld betrug in diesem Jahr rund 57,24 Mio. US-Dollar, so viel wie bei keinem anderen Tennisturnier davor. Das ist eine Steigerung um 8 % im Vergleich zum Vorjahr.
| Erreichte Runde | Einzel      | Doppel*   | Mixed*    |
| --------------- | ----------- | --------- | --------- |
| Sieg            | 3.850.000 $ | 740.000 $ | 160.000 $ |
| Finale          | 1.900.000 $ | 370.000 $ | 76.000 $  |
| Halbfinale      | 960.000 $   | 175.000 $ | 38.000 $  |
| Viertelfinale   | 500.000 $   | 91.000 $  | 19.975 $  |
| Achtelfinale    | 280.000 $   | 50.000 $  | 11.400 $  |
| Dritte Runde    | 163.000 $   | 30.000 $  | 5.900 $   |
| Zweite Runde    | 100.000 $   | 17.000 $  |           |
| Erste Runde     | 58.000 $    |           |           |
| Q3              | 32.000 $    |           |           |
| Q2              | 18.000 $    |           |           |
| Q1              | 11.000 $    |           |           |

* pro Team; Q = Qualifikationsrunde

## Herreneinzel
Setzliste
| Nr. | Spieler               | Erreichte Runde |
| --- | --------------------- | --------------- |
| 01. | Novak Đoković         | Achtelfinale    |
| 02. | Rafael Nadal          | Sieg            |
| 03. | Roger Federer         | Viertelfinale   |
| 04. | Dominic Thiem         | 1. Runde        |
| 05. | Daniil Medwedew       | Finale          |
| 06. | Alexander Zverev      | Achtelfinale    |
| 07. | Kei Nishikori         | 3. Runde        |
| 08. | Stefanos Tsitsipas    | 1. Runde        |
| 09. | Karen Chatschanow     | 1. Runde        |
| 10. | Roberto Bautista Agut | 1. Runde        |
| 11. | Fabio Fognini         | 1. Runde        |
| 12. | Borna Ćorić           | 2. Runde        |
| 13. | Gaël Monfils          | Viertelfinale   |
| 14. | John Isner            | 3. Runde        |
| 15. | David Goffin          | Achtelfinale    |
| 16. | Kevin Anderson        | Rückzug         |

| Nr. | Spieler                | Erreichte Runde |
| --- | ---------------------- | --------------- |
| 17. | Nikolos Bassilaschwili | 3. Runde        |
| 18. | Félix Auger-Aliassime  | 1. Runde        |
| 19. | Guido Pella            | 1. Runde        |
| 20. | Diego Schwartzman      | Viertelfinale   |
| 21. | Milos Raonic           | Rückzug         |
| 22. | Marin Čilić            | Achtelfinale    |
| 23. | Stan Wawrinka          | Viertelfinale   |
| 24. | Matteo Berrettini      | Halbfinale      |
| 25. | Lucas Pouille          | 2. Runde        |
| 26. | Taylor Fritz           | 1. Runde        |
| 27. | Dušan Lajović          | 2. Runde        |
| 28. | Nick Kyrgios           | 3. Runde        |
| 29. | Benoît Paire           | 2. Runde        |
| 30. | Kyle Edmund            | 1. Runde        |
| 31. | Cristian Garín         | 2. Runde        |
| 32. | Fernando Verdasco      | 2. Runde        |

## Dameneinzel
Setzliste
| Nr. | Spielerin            | Erreichte Runde |
| --- | -------------------- | --------------- |
| 01. | Naomi Ōsaka          | Achtelfinale    |
| 02. | Ashleigh Barty       | Achtelfinale    |
| 03. | Karolína Plíšková    | Achtelfinale    |
| 04. | Simona Halep         | 2. Runde        |
| 05. | Elina Switolina      | Halbfinale      |
| 06. | Petra Kvitová        | 2. Runde        |
| 07. | Kiki Bertens         | 3. Runde        |
| 08. | Serena Williams      | Finale          |
| 09. | Aryna Sabalenka      | 2. Runde        |
| 10. | Madison Keys         | Achtelfinale    |
| 11. | Sloane Stephens      | 1. Runde        |
| 12. | Anastasija Sevastova | 3. Runde        |
| 13. | Belinda Bencic       | Halbfinale      |
| 14. | Angelique Kerber     | 1. Runde        |
| 15. | Bianca Andreescu     | Sieg            |
| 16. | Johanna Konta        | Viertelfinale   |
| 17. | Markéta Vondroušová  | Rückzug         |

| Nr. | Spielerin            | Erreichte Runde |
| --- | -------------------- | --------------- |
| 18. | Wang Qiang           | Viertelfinale   |
| 19. | Caroline Wozniacki   | 3. Runde        |
| 20. | Sofia Kenin          | 3. Runde        |
| 21. | Anett Kontaveit      | 3. Runde        |
| 22. | Petra Martić         | Achtelfinale    |
| 23. | Donna Vekić          | Viertelfinale   |
| 24. | Garbiñe Muguruza     | 1. Runde        |
| 25. | Elise Mertens        | Viertelfinale   |
| 26. | Julia Görges         | Achtelfinale    |
| 27. | Caroline Garcia      | 1. Runde        |
| 28. | Carla Suárez Navarro | 1. Runde        |
| 29. | Hsieh Su-wei         | 2. Runde        |
| 30. | Maria Sakkari        | 3. Runde        |
| 31. | Barbora Strýcová     | 1. Runde        |
| 32. | Dajana Jastremska    | 3. Runde        |
| 33. | Zhang Shuai          | 3. Runde        |

## Herrendoppel
Setzliste
| Nr. | Paarung                             | Erreichte Runde |
| --- | ----------------------------------- | --------------- |
| 01. | Juan Sebastián Cabal Robert Farah   | Sieg            |
| 02. | Łukasz Kubot Marcelo Melo           | Achtelfinale    |
| 03. | Raven Klaasen Michael Venus         | 2. Runde        |
| 04. | Pierre-Hugues Herbert Nicolas Mahut | 1. Runde        |
| 05. | Jean-Julien Rojer Horia Tecău       | 1. Runde        |
| 06. | Mate Pavić Bruno Soares             | 2. Runde        |
| 07. | Bob Bryan Mike Bryan                | Achtelfinale    |
| 08. | Marcel Granollers Horacio Zeballos  | Finale          |

| Nr. | Paarung                     | Erreichte Runde |
| --- | --------------------------- | --------------- |
| 09. | Nikola Mektić Franko Škugor | 2. Runde        |
| 10. | Rajeev Ram Joe Salisbury    | Achtelfinale    |
| 11. | Ivan Dodig Peter Polansky   | 1. Runde        |
| 12. | Kevin Krawietz Andreas Mies | Halbfinale      |
| 13. | Robin Haase Wesley Koolhof  | Achtelfinale    |
| 14. | Henri Kontinen John Peers   | 2. Runde        |
| 15. | Jamie Murray Neal Skupski   | Halbfinale      |
| 16. | Oliver Marach Jürgen Melzer | Viertelfinale   |

## Damendoppel
Setzliste
| Nr. | Paarung                           | Erreichte Runde |
| --- | --------------------------------- | --------------- |
| 01. | Tímea Babos Kristina Mladenovic   | Viertelfinale   |
| 02. | Hsieh Su-wei Barbora Strýcová     | Achtelfinale    |
| 03. | Gabriela Dabrowski Xu Yifan       | Viertelfinale   |
| 04. | Elise Mertens Aryna Sabalenka     | Sieg            |
| 05. | Anna-Lena Grönefeld Demi Schuurs  | 2. Runde        |
| 06. | Samantha Stosur Zhang Shuai       | 1. Runde        |
| 07. | Chan Hao-ching Latisha Chan       | 2. Runde        |
| 08. | Ashleigh Barty Wiktoryja Asaranka | Finale          |

| Nr. | Paarung                                  | Erreichte Runde |
| --- | ---------------------------------------- | --------------- |
| 09. | Nicole Melichar Květa Peschke            | 2. Runde        |
| 10. | Lucie Hradecká Andreja Klepač            | 1. Runde        |
| 11. | Kirsten Flipkens Johanna Larsson         | 1. Runde        |
| 12. | Zheng Saisai Duan Yingying               | Viertelfinale   |
| 13. | Darija Jurak María José Martínez Sánchez | 1. Runde        |
| 14. | Ljudmyla Kitschenok Jeļena Ostapenko     | Viertelfinale   |
| 15. | Weronika Kudermetowa Galina Woskobojewa  | 1. Runde        |
| 16. | Raquel Atawo Asia Muhammad               | 1. Runde        |

## Mixed
Setzliste
| Nr. | Paarung                       | Erreichte Runde |
| --- | ----------------------------- | --------------- |
| 01. | Chan Hao-ching Michael Venus  | Finale          |
| 02. | Gabriela Dabrowski Mate Pavić | Viertelfinale   |
| 03. | Samantha Stosur Rajeev Ram    | Halbfinale      |
| 04. | Latisha Chan Ivan Dodig       | Halbfinale      |

| Nr. | Paarung                           | Erreichte Runde |
| --- | --------------------------------- | --------------- |
| 05. | Nicole Melichar Bruno Soares      | Achtelfinale    |
| 06. | Demi Schuurs Henri Kontinen       | Viertelfinale   |
| 07. | Anna-Lena Grönefeld Oliver Marach | 1. Runde        |
| 08. | Květa Peschke Wesley Koolhof      | Viertelfinale   |

## Junioreneinzel
Setzliste
| Nr. | Spieler                | Erreichte Runde |
| --- | ---------------------- | --------------- |
| 01. | Shintarō Mochizuki     | 2. Runde        |
| 02. | Holger Rune            | 2. Runde        |
| 03. | Martin Damm            | 2. Runde        |
| 04. | Jonáš Forejtek         | Sieg            |
| 05. | Thiago Agustín Tirante | 2. Runde        |
| 06. | Toby Kodat             | 2. Runde        |
| 07. | Harold Mayot           | 2. Runde        |
| 08. | Emilio Nava            | Finale          |

| Nr. | Spieler           | Erreichte Runde |
| --- | ----------------- | --------------- |
| 09. | Gauthier Onclin   | Achtelfinale    |
| 10. | Liam Draxl        | Achtelfinale    |
| 11. | Brandon Nakashima | Halbfinale      |
| 12. | Shunsuke Mitsui   | 1. Runde        |
| 13. | Keisuke Saitoh    | 1. Runde        |
| 14. | Valentin Royer    | Viertelfinale   |
| 15. | Jiří Lehečka      | Viertelfinale   |
| 16. | Péter Makk        | Achtelfinale    |

## Juniorinneneinzel
Setzliste
| Nr. | Spielerin                   | Erreichte Runde |
| --- | --------------------------- | --------------- |
| 01. | Emma Navarro                | 2. Runde        |
| 02. | Diane Parry                 | 1. Runde        |
| 03. | Alexa Noel                  | Achtelfinale    |
| 04. | María Camila Osorio Serrano | Sieg            |
| 05. | Zheng Qinwen                | Halbfinale      |
| 06. | Natsumi Kawaguchi           | 1. Runde        |
| 07. | Kamilla Bartone             | Viertelfinale   |
| 08. | Hurricane Tyra Black        | 1. Runde        |

| Nr. | Spielerin             | Erreichte Runde |
| --- | --------------------- | --------------- |
| 09. | Sada Nahimana         | 1. Runde        |
| 10. | Alina Tscharajewa     | 1. Runde        |
| 11. | Mananchaya Sawangkaew | 1. Runde        |
| 12. | Park So-hyun          | Achtelfinale    |
| 13. | Abigail Forbes        | Achtelfinale    |
| 14. | Anastassija Tichonowa | 1. Runde        |
| 15. | Polina Kudermetowa    | Achtelfinale    |
| 16. | Elsa Jacquemot        | Achtelfinale    |

## Juniorendoppel
Setzliste
| Nr. | Paarung                                   | Erreichte Runde |
| --- | ----------------------------------------- | --------------- |
| 01. | Shintarō Mochizuki Thiago Agustín Tirante | Rückzug         |
| 02. | Martin Damm Toby Kodat                    | 1. Runde        |
| 03. | Jonáš Forejtek Jiří Lehečka               | Viertelfinale   |
| 04. | Brandon Nakashima Valentin Royer          | Viertelfinale   |

| Nr. | Paarung                           | Erreichte Runde |
| --- | --------------------------------- | --------------- |
| 05. | Liam Draxl Govind Nanda           | Halbfinale      |
| 06. | Pablo Llamas Ruiz Gauthier Onclin | Viertelfinale   |
| 07. | Arthur Cazaux Harold Mayot        | Viertelfinale   |
| 08. | Taha Baadi Dalibor Svrčina        | 1. Runde        |

## Juniorinnendoppel
Setzliste
| Nr. | Paarung                        | Erreichte Runde |
| --- | ------------------------------ | --------------- |
| 01. | Alexa Noel Diane Parry         | Viertelfinale   |
| 02. | Sada Nahimana Park So-hyun     | Achtelfinale    |
| 03. | Natsumi Kawaguchi Adrienn Nagy | Halbfinale      |
| 04. | Bai Zhuoxuan Zheng Qinwen      | 1. Runde        |

| Nr. | Paarung                             | Erreichte Runde |
| --- | ----------------------------------- | --------------- |
| 05. | Kamilla Bartone Oxana Selechmetjewa | Sieg            |
| 06. | Savannah Broadus Abigail Forbes     | Viertelfinale   |
| 07. | Alina Tscharajewa Marta Custic      | Achtelfinale    |
| 08. | Chloe Beck Hurricane Tyra Black     | 1. Runde        |

## Herreneinzel-Rollstuhl
Setzliste
| Nr. | Spieler           | Erreichte Runde |
| --- | ----------------- | --------------- |
| 01. | Gistava Fernández | Halbfinale      |
| 02. | Shingo Kunieda    | 1. Runde        |

## Dameneinzel-Rollstuhl
Setzliste
| Nr. | Spielerin      | Erreichte Runde |
| --- | -------------- | --------------- |
| 01. | Diede de Groot | Sieg            |
| 02. | Yui Kamiji     | Finale          |

## Herrendoppel-Rollstuhl
Setzliste
| Nr. | Paarung                        | Erreichte Runde |
| --- | ------------------------------ | --------------- |
| 01. | Stéphane Houdet Nicolas Peifer | Halbfinale      |
| 02. | Joachim Gérard Stefan Olsson   | Halbfinale      |

## Damendoppel-Rollstuhl
Setzliste
| Nr. | Paarung                       | Erreichte Runde |
| --- | ----------------------------- | --------------- |
| 01. | Diede de Groot Aniek van Koot | Sieg            |
| 02. | Marjolein Buis Dana Mathewson | Halbfinale      |

## Quadeinzel
Setzliste
| Nr. | Spieler      | Erreichte Runde |
| --- | ------------ | --------------- |
| 01. | Dylan Alcott | Finale          |
| 02. | David Wagner | Gruppenphase    |

## Quaddoppel
Setzliste
| Nr. | Paarung                       | Erreichte Runde |
| --- | ----------------------------- | --------------- |
| 01. | Dylan Alcott Andrew Lapthorne | Sieg            |
| 02. | Bryan Barten David Wagner     | Finale          |